# Jayne Atkinson
Jayne Atkinson (ur. 18 lutego 1959 w Bournemouth) – brytyjska aktorka teatralna, telewizyjna i filmowa.

## Życiorys
Urodziła się w Wielkiej Brytanii, jednak w dzieciństwie jej rodzina przeniosła się do Stanów Zjednoczonych. Ukończyła studia na Northwestern University, następnie kształciła się w zakresie aktorstwa w Yale School of Drama. Jako aktorka teatralna zaczęła występować w spektaklach off-broadwayowskich i na Broadwayu, gdzie debiutowała w 1987 rolą w All My Sons. Trzykrotnie była nominowana do Drama Desk Award (1990, 1997 i 2003), zaś dwukrotnie do Nagrody Tony w kategorii dla najlepszej aktorki – w 2000 za występ w sztuce The Rainmaker i w 2003 za rolę w spektaklu Enchanted April.
Jako aktorka telewizyjna debiutowała w drugiej połowie lat 80. W 1986 otrzymała regularną rolę w serialu A Year in the Life. Wystąpiła w takich filmach jak Uwolnić orkę, Uwolnić orkę 2, Osada i Syriana. Występowała w serialach Zabójcze umysły i 24 godziny. W 2013 dołączyła do obsady produkcji House of Cards w roli amerykańskiej sekretarz stanu Catherine Durant.
W 1998 zawarła związek małżeński z aktorem Michelem Gillem, również grającym w serialu House of Cards.

## Filmografia
- 1986: A Year in the Life (serial TV)
- 1989: Na wariackich papierach (serial TV)
- 1990: Parenthood (serial TV)
- 1993: Uwolnić orkę
- 1994: Blank Check
- 1995: Uwolnić orkę 2
- 1995: Z Archiwum X (serial TV)
- 1997: Kancelaria adwokacka (serial TV)
- 2002: Prawo i porządek (serial TV)
- 2003: Our Town
- 2004: Joan z Arkadii (serial TV)
- 2004: Osada
- 2005: 12 and Holding
- 2006: 24 godziny (serial TV)
- 2006: Syriana
- 2007: Zabójcze umysły (serial TV)
- 2008: Decydujący głos
- 2008: Prawo i porządek: sekcja specjalna (serial TV)
- 2010: Plotkara (serial TV)
- 2011: Białe kołnierzyki (serial TV)
- 2012: Revenge for Jolly!
- 2012: Zaprzysiężeni (serial TV)
- 2013: House of Cards (serial TV)
- 2016: Żona idealna (serial TV)
- 2018: Castle Rock (serial TV)
- 2018: Żywe trupy (serial TV)